# Bulbella abscondita
Bulbella abscondita is een mosdiertjessoort uit de familie van de Victorellidae. De wetenschappelijke naam van de soort is voor het eerst geldig gepubliceerd in 1951 door Braem.